# Saint Leon

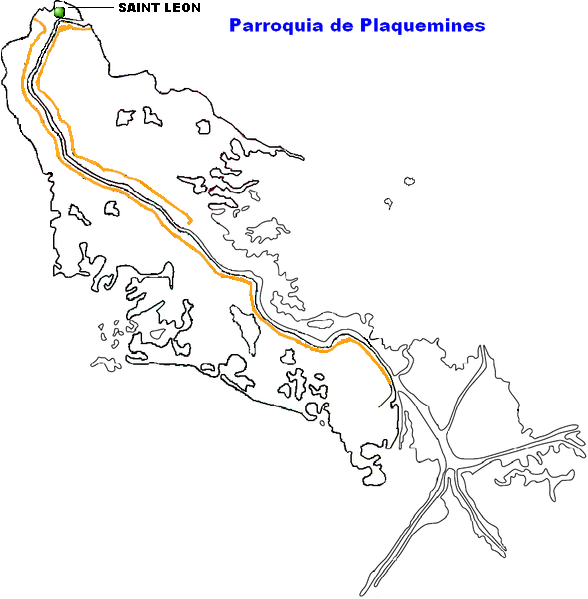
Localización de Saint Leon en el mapa de la Parroquia de Plaquemines.

Saint Leon es una pequeña localidad ubicada sobre el delta del Misisipi, dentro de la parroquia de Plaquemines, en el estado de Luisiana, Estados Unidos.

## Geografía
El establecimiento de Saint Leon tiene escasos metros de elevación sobre el nivel del mar, convirtiéndola una zona proclive a las inundaciones. Su población se compone de menos de un centenar de habitantes. Esta localidad se encuentra ubicada a menos de quinientos kilómetros del aeropuerto internacional más cercano, el (IAH) Houston George Bush Intercontinental Airport.
- Datos: Q6116987